# Хронологія корейської історії
Хронологія історії Кореї події до VI століття є предметом обговорення.

## Камінний вік
- 700 тисячоліття до н. е. — Перші гомініди на Корейському півострові.

- 8-е тисячоліття до н. е. — Поява на півострові гончарної культури.

- 35 століття до н. е. — Початок гончарного періоду Чильмун.

## Рання історія
- 2333 до н. е. — Відповідно до корейської міфології, Тангун заснував Кочосон — найдавніша держава корейців.
- 1500 до н. е. — Початок гончарного періоду Мумун.
- 1000 до н. е. — Початок культури Ляонін.
- 400 до н. е. — За деякими джерелами приблизна дата заснування держави Чін у південній частині Корейського півострова.
- II століття до н. е. — За деякими джерелами приблизна дата заснування Когурьо, Пує та спілок Самхан.
- 108 до н. е. — Ханьський Китай вторгся на півострів, захопив Кочосон і заснував чотири китайські округи в північній частині півострова.

## Три королівства
- 57 до н. е. — Пак Хьоккосе заснував державу Сілла.

- 37 до н. е. — Чумон заснував державу Когуре.

- 19 до н. е. — Онджо заснував державу Пекче.

- 8 — Пекче анексувало більшу частину конфедерації Махан (племінний союз) Махан].

- 42 — Заснування конфедерації Кая.

- 53 — Когурьо стало централізованою державою під владою вана Тхеджо.

- 234 — Пекче стало централізованою державою під владою вана Кои.

- 313 — Лолан захоплений Когурьо.

- 346 — Ван Пекче Кинчхого успадковує трон. Початок розквіту Пекче.

- 356 — Сілла стає централізованою державою під владою вана Немуля.

- 369 — Махан повністю вливається в Пекче.

- 371 — Пекче вторгається в Когурьо і вбиває короля.

- 372 — У Когурьо проникає буддизм.

- 384 — У Пекче проникає буддизм.

- 392 — Початок правління вана Квангетхо, Когурьо стає головною силою на півострові.

- 400 — Когурьо посилає 50 000 військо для допомоги Сілла у відображенні навали (Японія).

- 427 — Столицею Когурьо стає Пхеньян.

- 433–434 — Пекче і Сілла створюють союз проти Когурьо.

- 475 — Після атаки Когурьо Пекче переносить столицю в Унджин, потім знову в Сабі у 538 ріку.

- 494 — Залишки держави Пуйо входять до складу Когурьо.

- 522 — Сілла починає захоплювати землі Кая.

- 527 — Сілла — остання корейська держава, що прийняла буддизм як державну релігію[1].

- 554 — Сілла руйнує союз з Пекче і починає з ним війну.

- 562 — Сілла закінчує анексію Кая.

- 576 — У Сілла засновано школу молодих воїнів-аристократів Хваран.

- 598 — Перша із серії атак Суй на Когурьо, остання з яких у 614 ріку закінчилася поразкою Суй.

- 660 — Пекче впало під ударами Сілла і Тан.

- 668 — Когурьо впало під ударами Сілла і Тан.

## Об'єднане СиллаіПархе
- 676 — Сілла відбиває атаки Імперії Тан на Корейський півострів, завершивши уніфікацію трьох корейських держав.

- 698 — Колишній когурський генерал Те Чоон відображає напад китайських сил на залишки колишніх територій Когуре, заснувавши державу Пархе.

- 751 — Золоте століття культури Сілла. Будівництво храмів Соккурам та Пульгукса.

- 828 — Чан Бо Го засновує Чхонхеджин, головний центр торгівлі з Китаєм та Японією.

- 892 — Сілла починає втрачати контроль над більшою частиною Корейського півострова.

- 900 — На південному заході півострова утворюється держава Хупекче («Пізніше Пекче»).

- 901 — На північному заході півострова утворюється держава Тхебон («Пізніше Когуре»).

- 918 — Тхеджо засновує Коре, яке було наступником Тхебона.

- 926 — Пархе захоплюють кидані.

- 935 — Сілла входить до складу Коре.

## Коре
- 936 — Коре закінчує об'єднання корейських земель, увібравши в себе залишки територій Хупекче і Пархе.

- 956 — Король Кванджон проводить земельну реформу і звільнення рабів, а в 958 році вводить систему цивільних іспитів.

- 993 — Перша Коре-киданська війна.

- 1010 — Друга, а потім, в 1018 ріку, третя Коре-киданські війни.

- 1033 — Коре будує Чхонні Чансон, масивну стіну вздовж північного кордону.

- 1145 — Кім Бусік закінчує Самгук Сагі, найстаріший літопис корейської історії.

- 1170 — Після перевороту влада в Коре на наступні 88 років захоплює військова хунта.

- 1231 — Починаються Монгольські вторгнення до Кореї.

- 1234 — Опублікована Санджон Гогім Емун Чхве Юн Ыя, перша книга, надрукована на металевій матриці.

- 1251 — Коре закінчує Трипітака Кореана, список буддистських канонів.

- 1270 — Монголи захоплюють Коре.

- 1285 — Іль Йон закінчує Самгук Юса, звід історії Кореї.

- 1388 — Генерал Лі Сон Ге, посланий у похід проти Китаю, повертає свої війська на Коре.

## Чосон
- 1392 — Лі Сон Ге коронований, офіційний початок династії Чосон.
- 1392 — Відновлені дружні стосунки з Японією, Рюкю, Китаєм.

- 1446 — Король Седжон оголошує про створення корейського алфавіту хангиль.

- 1592 — Починається Імджинська війна, серія вторгнень японських сил під командуванням Тойотомі Хідеосі.
- 1607 — Нормалізація міждержавних відносин з Японії після минулої війни.

- 1627 — Перше вторгнення маньчжурів до Кореї.

- 1636 — Друге вторгнення маньчжурів до Кореї.
- 1764 — Припинення дипломатичних відносин з боку Японії.
- 1811 — Спроба відновлення дипломатичних відносин⁣, а з Японією.

## Корейська імперія
- 1871 — Між корейською армією та американським судном виникає військовий інцидент.

- 1876 — Корейські порти відкриваються після Договору Канхва.

## У складі Японії
- 1910 — Японія анексує Корею.

- 1916 — Остання хвиля антияпонських повстань ийбенів.

- 1919 — Рух 1 березня розганяється військовими та поліцейськими.

- 1920-е — «Ера культурного управління» генерал-губернатора Сайто Макото.

- 1945 — Звільнення Кореї від японської анексії.

## Розділена Корея
- 1945 — Після капітуляції Японії Корейський півострів поділяться на зони впливу СРСР і США по 38 паралелі.

- 1948 — У Північної і Південній Кореї встановлюються незалежні режими, очолювані відповідно Кім Ір Сеном і Лі Син Маном.

- 1950 — Початок Корейської війни.

- 1953 — Формальне закінчення Корейської війни, офіційно мирний договір не підписано досі.

- 1960 — Квітнева революція в Кореї знаменує закінчення авторитарної Першої Республіки Південної Кореї.

- 1961 — Військовий переворот. Закінчення Друга республіка Південної Кореї.

- 1962 — Початок Першої п'ятирічки Південної Кореї.

- 1972 — Перші перехресні переговори між Північною і Південною Кореєю.

- 1979 — Президент Пак Чон Хі убитий одним зі своїх сподвижників.

- 1980 — Бійня у Кванджу.

- 1988 — Демократичні вибори в Південній Кореї.

- 1994 — Головою КНДР після смерті Кім Ір Сена стає його син Кім Чен Ір.

- 2000 — Перший саміт лідерів КНДР і Південної Кореї, на якому Південну Корею представляв Кім Де Джун, а КНДР — Кім Чен Ір.